# Slitherine软件
英国Slitherine软件有限公司是英国电子游戏开发商、发行商，2000年6月25日成立。公司已开发200余款策略游戏与战争类电子游戏，并制作了一系列《荣耀战场》桌上战争游戏。
Slitherine于2010年收购Matrix Games。